# Velódromo Paolo Borsellino
El Velódromo Paolo Borsellino (en italiano: Velodromo Paolo Borsellino) es un estadio de usos múltiples en Palermo, Italia, ubicado en el barrio Zen de la ciudad, y en la actualidad alberga el club de fútbol americano local de tiburones de Palermo y el club de rugby Palermo Rugby 2005. Lleva el nombre del magistrado de Palermo y víctima de la Mafia Paolo Borsellino. El lugar, que originalmente se pensó como un velódromo que también podría servir como un estadio de usos múltiples, se completó en 1991, y fue sede del Campeonato Mundial de Ciclismo en Pista de 1994, celebrado en Palermo. El lugar fue utilizado sucesivamente por el club de fútbol Città di Palermo a finales de 1990, debido a la falta de disponibilidad de su sede habitual, el Estadio La Favorita.